# Ljubezenska zgodba
Ljubezenska zgodba je roman Marijana Krambergerja.

## Zgodba
Andrejeva in Barbarina zveza je bila vse kaj drugega kot pa običajna priložnostna zveza. Nekaj mesecev sta se prav dobro razumela, zdaj se pa vse pogosteje prepirata  in za medsebojno ohladitev krivita drug drugega. Andreja jezi, če je Barbara v moški družbi, njo pa moti njegovo ljubosumlje. 
Na kopanju je Barbara srečala starega prijatelja Ladota in z njim preživela skoraj celo popoldne, zaradi česar se je Andrej skoraj stepel z Ladotom. Andrej Barbari očita, da ona fantom daje pogum, jih izziva in vabi k sebi. Barbara se nikoli ni bala, da bi jo Andrej prevaral, a je začela dvomiti v njegovo zvestobo zaradi njegovega prepričanja, da nihče ne more zavreči priložnosti, ki se mu ponuja. Andrej užali Barbaro, ko jo vpraša, če ga je kdaj prevarala in se ji začne gabiti.
Andrej njune prepire označi le za trenutno krizo in Barbaro zaprosi za roko. S tem povzroči ponovni prepir, saj se Barbara razjezi ob pomisli, da bi pustila faks in bila popolnoma odvisna od njega. Kljub prepirom gresta septembra skupaj na morje. Barbara pleše s Tomažem, ki se zanima zanjo, Andrej pa pijan začne žaliti Barbaro in ostale. Zvečer leže k njej pod rjuhe, ker ga pa zavrne, si jo skuša vzeti na silo.
Zaradi strahu, da bi ga Barbara zapustila, se Andrej vidno spremeni in začneta na novo. V vsem ji ugodi, njo pa začne živcirati njegova pretirana ustrežljivost in tolerantnost. Z družbo se odpravita na izlet v hribe. Končata v postelji in takrat ob Andrejevem iritantnem stokanju Barbara dojame, kaj vse jo moti pri njem. Dokončno se ji zgabi in prekine z njim. Na sobotnji večer v študentskem domu Barbara pleše z Borisom, ko jo za ples zaprosi Andrejev prijatelj Stane. Noče biti v njegovi družbi, zato ga odkloni in odide z Borisom. Po plesu jo obišče Andrej in ona mu pove, da je spala z Borisom. Andrej je pripravljen na vse to pozabiti in hoče ponovno biti z njo, a mu Barbara odločno pove, da je z njunim razmerjem konec.
Na koncu knjige se Barbara in Tomaž pogovarjata o Barbarinem razmerju z Andrejem.

## Kritika in literarna zgodovina
»Pričujoča novela Marijana Krambergerja – izšla je pri založbi Obzorja v Mariboru – se ukvarja z ljubeznijo, povedano določneje:  njen predmet je erotični odnos, ki se je bil ustvaril med glavnima junakoma še pred začetkom pripovedi in ki se zdaj pred bravčevimi očmi razkraja, kaže za zmerom bolj nemogočega, neostvarljivega in celo nesmiselnega, dokler Barbara slednjič Andreja tudi ne zapusti. Zaključek Ljubezenske zgodbe je obenem tudi konec ljubezni oziroma svojevrstnega  erotičnega odnosa med Barbaro in Andrejem, s čimer je seveda že povedano tudi to, da nastopa v Krambergerjevi noveli ljubezen na način svojega razkroja in razpadanja, ljubezen je v tem tekstu le, kolikor se kaže za nekaj nemogočega, neostvarljivega in kolikor razpada v svoj ne-smisel.« (Inkret 1968: 568–69)